# Gorjihalli, Gubbi
Gorjihalli là một làng thuộc tehsil Gubbi, huyện Tumkur, bang Karnataka, Ấn Độ.